# Dicranomyia tusitala
Dicranomyia tusitala là một loài ruồi trong họ Limoniidae. Chúng phân bố ở miền Australasia.